# Carrozzeria Savio

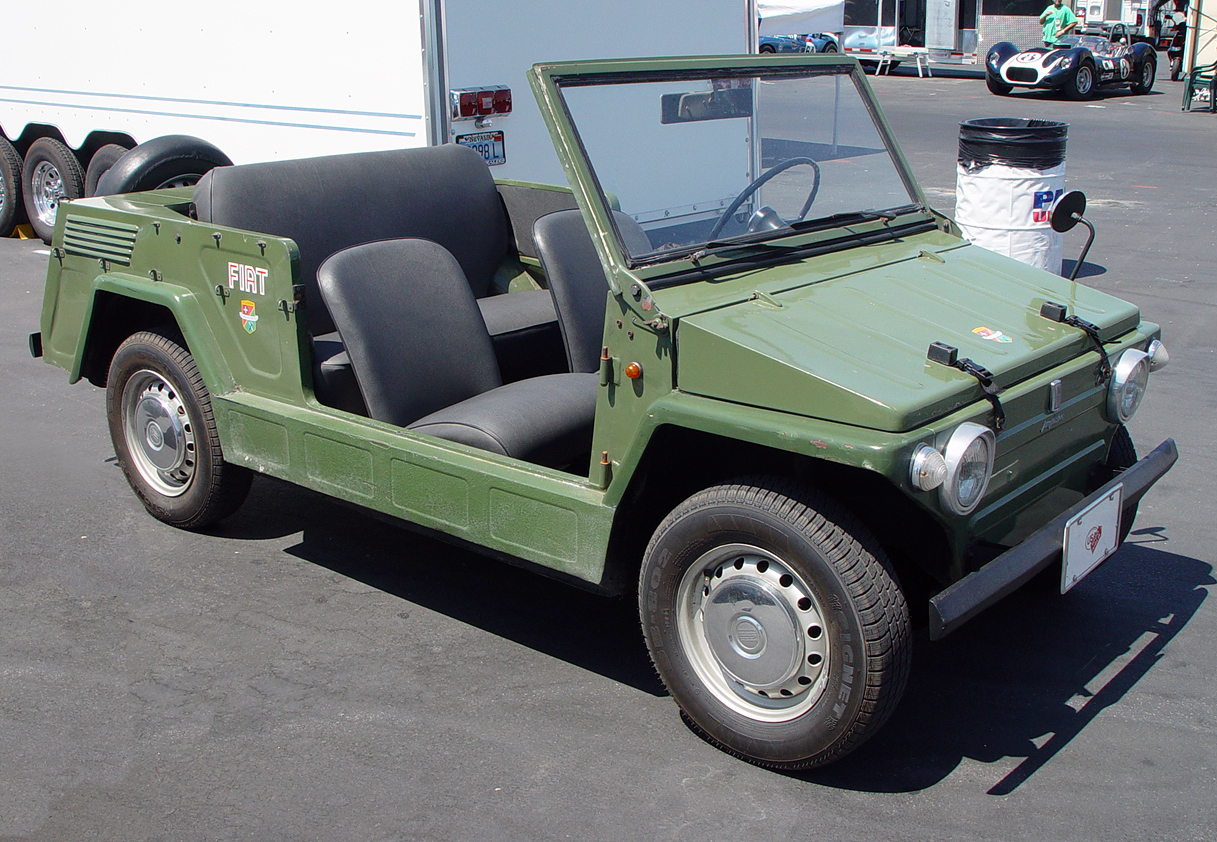
Savio Jungla

Die Carrozzeria Savio ist ein italienisches Karosseriebauunternehmen, das 1919 gegründet wurde.

## Unternehmensgeschichte
Gründer des Unternehmens waren die Brüder Antonio und Giuseppe Savio. Die Carrozzeria Savio war anfänglich in Turin ansässig; 1959 wurde der Sitz nach Moncalieri verlagert.
In den 1920er und 1930er Jahren stellte Savio eine Reihe attraktiver Karosserien für nahezu alle italienischen Automarken her. Mit Savio-Karosserien wurden Fahrzeuge von Alfa Romeo, Fiat, Isotta Fraschini, Itala und Lancia ausgerüstet. Eines der eigenständigsten Fahrzeuge war ein auf dem Fiat 508 basierender Wagen namens Box Body, der stilistisch viele Merkmale der später so beliebten Geländewagen vorwegnahm.
Während des Zweiten Weltkriegs stellte die Carrozzeria Savio in erster Linie Krankenwagen her. Nach Kriegsende trennte sich Antonio Savio von dem Unternehmen, das nunmehr von Giuseppe Savio allein weitergeführt wurde und den Namen Stabilimento Savio Giuseppe Carrozziere Automobili erhielt. In dieser Zeit entwickelte sich eine schwerpunktmäßige Beziehung zu Fiat. Savio spezialisierte sich zunehmend auf die Herstellung von Krankenwagen; später, in den 1960er Jahren, kamen auch Aufbauten für Autobusse hinzu, wobei das Unternehmen in Konkurrenz zu etablierten Werken wie Officine Padane trat.
Daneben präsentierte Savio in den 1960er Jahren regelmäßig auch schöne Sonderkarosserien auf der Basis aktueller Personenkraftwagen von Fiat. Mit ihnen zielte Savio in die gleiche Nische, die auch Moretti, Giannini oder Vignale (letztere unter anderem mit den Modellen Evelyne und Samantha) bedienten. Anders als diese Modelle blieben Savios Konstruktionen allerdings zumeist Einzelstücke, oder sie wurden nur in wenigen Exemplaren auf Kundenwunsch realisiert. In größerer Serie produzierte Savio nur drei Fahrzeugtypen.

### Serienfahrzeuge von Savio

#### Savio Jungla

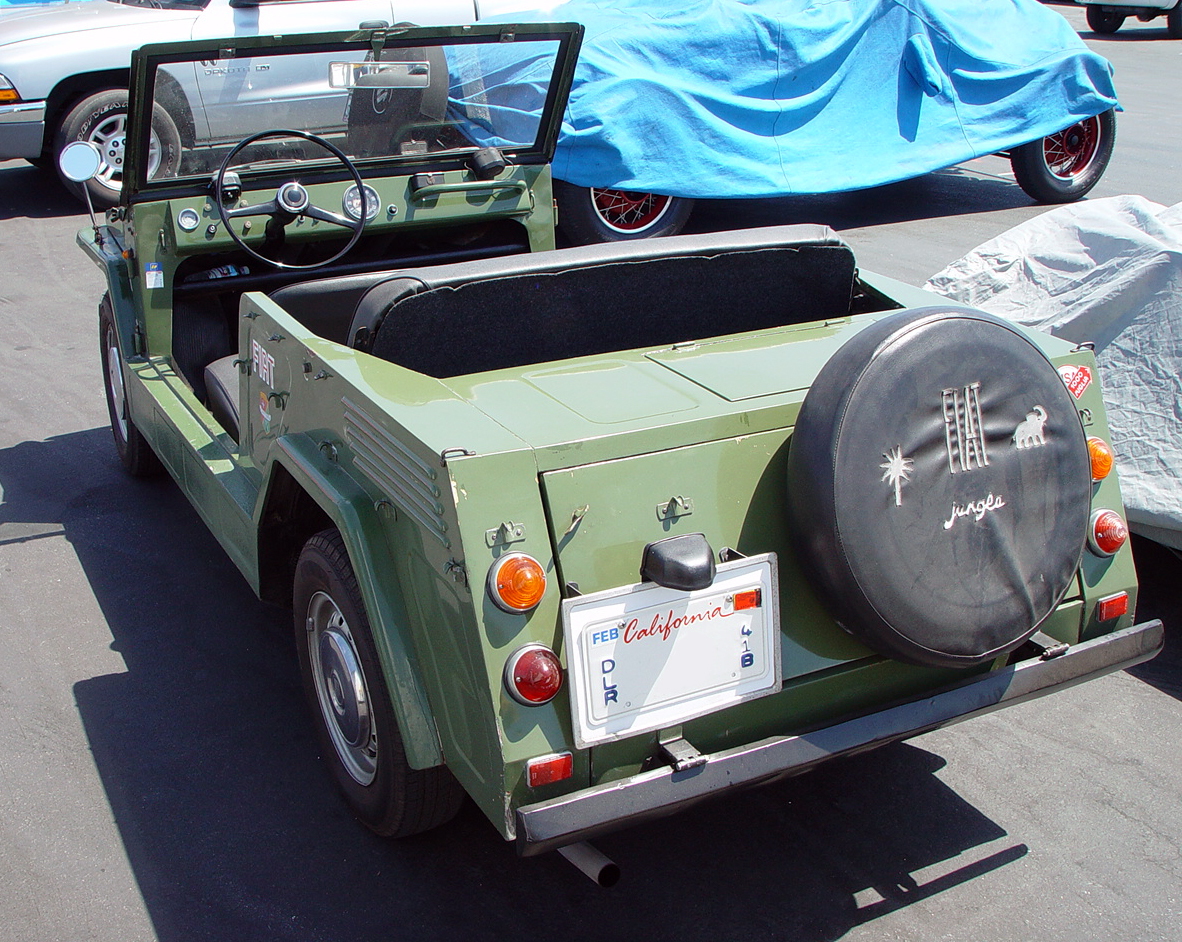
Heckansicht des Savio Jungla

Savio präsentierte den Savio Jungla auf dem Turiner Automobilsalon 1965. Es war ein offenes Freizeitauto auf Basis des Fiat 600D. Bis 1974 entstanden etwa 3200 Exemplare.

#### Savio 126 Jungle
Nachdem die Produktion des Fiat 600 in Italien eingestellt worden war, entwickelte Savio ein ähnliches Fahrzeug auf der Basis des (kleineren) Fiat 126. Das Jungle genannte Auto übernahm die Mechanik und die Antriebstechnik des Fiat 126, trug aber wiederum eine eigenständige offene Karosserie. Anders als im Fall des Jungla war nun ein Überrollbügel fest eingebaut; die Windschutzscheibe konnte wie beim Vorgänger heruntergeklappt werden. Das 3,02 Meter lange Auto wurde nur in geringen Stückzahlen produziert.

#### Lancia Delta S4
Von 1985 bis 1986 stellte Savio den Lancia Delta S4 her, ein im Rallyesport ausgesprochen erfolgreiches Auto, von dem eine Straßenversion abgeleitet wurde.

### Prototypen
- zwei unterschiedlich gestaltete Coupés auf der Basis des Fiat 1500 (1961 und 1963)
- ein Coupé auf der Basis des Fiat 2300 (1963)
- ein Semi-Fließheck-Coupé auf der Basis des Fiat 124
- ein Fließheck-Coupé mit runden Doppelscheinwerfern auf der Basis des Fiat 125 (1967), das einige Ähnlichkeit mit dem späteren Opel Manta aufweist
- ein zweitüriger Kombi auf der Basis des Fiat 125 (1968)

## Savio heute
Savio übernahm in den 1980er Jahren die renommierte Carrozzeria Boneschi, die seit 2006 nur noch als Marke existiert. Heute werden zahlreiche Sonderfahrzeuge wie Krankenwagen, gepanzerte Geldtransporter und Polizeifahrzeuge hergestellt.